# Murallas de Canet lo Roig

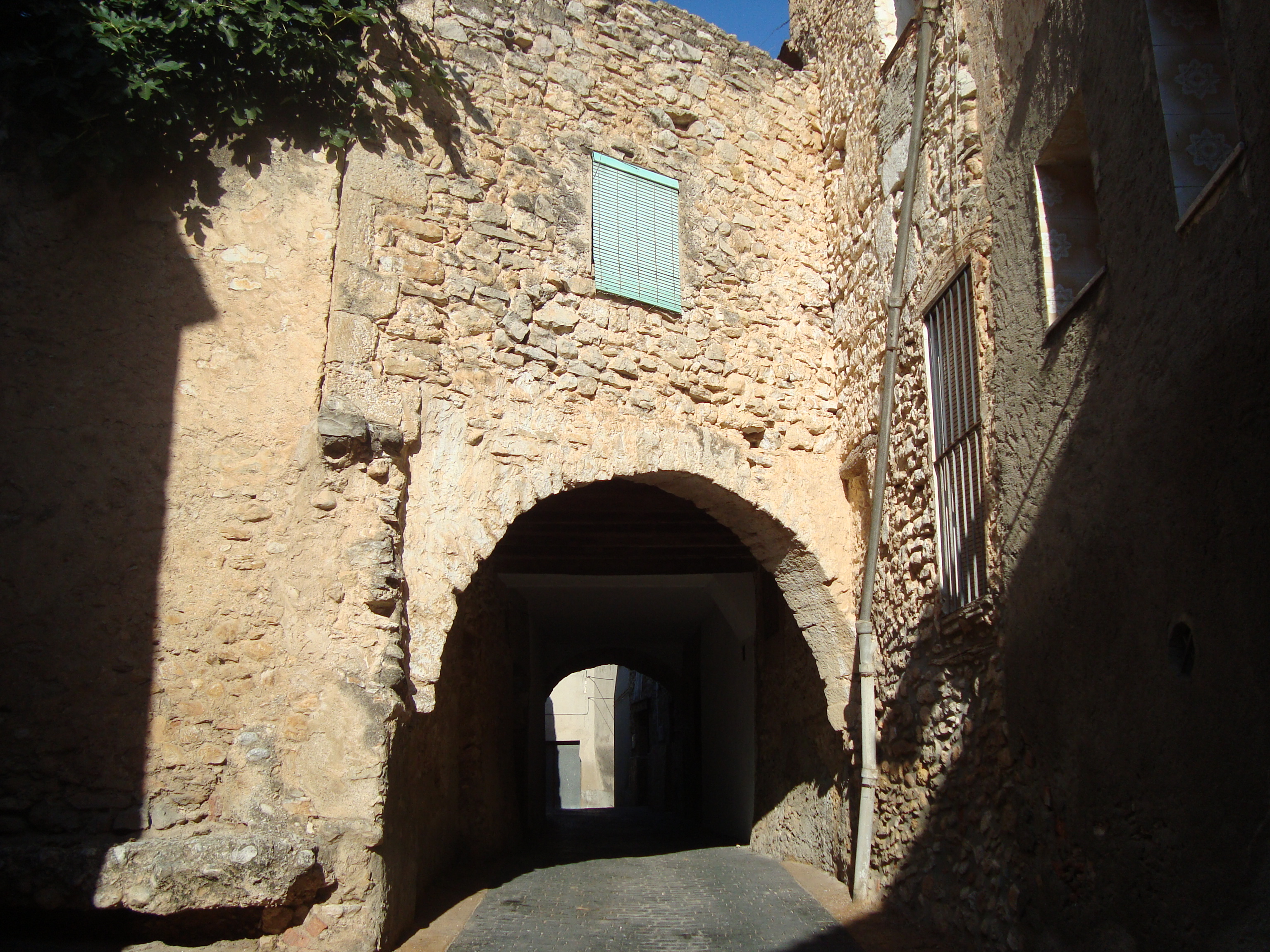
Portalet de Les Mongetades. Muralles de Canet lo Roig.

Los restos de la muralla de Canet lo Roig, en la comarca del Bajo Maestrazgo, están formados por unos pocos restos de lienzos de murallas y pasos a través de ella, diseminados a lo largo del núcleo más antiguo de la población, y se encuentran catalogados, de manera genérica, como Bien de Interés Cultural, con código: 12.03.036-003.

## Descripción
Las murallas de Canet lo Roig datan de la época en que el núcleo poblacional constituía una mera alquería musulmana. Como suele ocurrir con muchos recintos amurallados, se ha ido perdiendo y pasando o bien a formar parte de viviendas o a ser derruidos para ampliar las calles. En el saco de Canet lo Roig apenas quedan dos de los portales que en la actualidad son meros arcos o pasadizos entre viviendas. También pueden encontrarse algunos restos de lienzo pero están muy deteriorados.